# Парасомнія
Парасомнії (від дав.-гр. παρά "за межами" і лат. somnus "сон") — розлади сну, що стосуються «ненормальної» поведінки під час перебігу сну, засинання та прокидання. Сюди належать зокрема сомнамбулізм, сонний параліч, гіпнагогія, сексомнія, нічні жахи та кошмари, бруксизм, кататренія.
Проблеми із якістю та тривалістю сну класифікують як диссомнії.